# Бурачинська-Рудик Лідія-Константина Ерастівна
Лі́дія-Константина Ерастівна Бурачи́нська, у шлюбі — Рудик (28 грудня 1902, Гринява — 9 січня 1999, Філадельфія) — українська публіцистка, журналістка, громадська діячка. Псевдонім — Л. Бура.

## Життєпис
Народилась 28 грудня 1902 р. у с. Гринява Косівського повіту (тепер Верховинський район Івано-Франківської обл., Галичина). Навчалася у гімназіях Вижниці (1916—1917), Чернівців (1918—1921).
Здобула економічну освіту в Празі (1929). Мешкала у Львові, у 1932—1939 рр. редагувала журнал «Нова хата».
Лідія Бурачинська одружилася 6 жовтня 1934 року зі Степаном Рудиком. 13 листопада 1936 року народила єдиного сина Василя. Три роки пізніше більшовики заарештували чоловіка, і про його долю вже ніколи не можна було довідатися.
У 1941 р. прибула до Кракова. В роки Другої світової війни працювала в Українському Центральному Комітеті у Кракові.
У 1944 р. емігрувала до Австрії, у 1949 р. — до США. Редагувала часопис «Наше життя», була головою Союзу українок Америки (1971—1974), Світової федерації українських жіночих організацій (СФУЖО) (1977—1982). Дійсний член НТШ, почесна голова СУА і СФУЖО.
Померла 9 січня 1999 р. в Філадельфії, похована на цвинтарі св. Марії в Фокс Чейсі (Пенсільванія).

## Творчість
Авторка праць:
- «Українське жіноцтво Детройту» (1956),
- «У 75-ліття українського жіночого руху» (1959),
- «У поклоні Л. Українці» (1977),
- «Український народний одяг» (1992) та ін.